# اینکه فن اسخور
اینکه فن اسخور (هلندی: Ineke Van Schoor؛ زادهٔ ۶ نوامبر ۱۹۹۵) ژیمناست آکروباتیک زن اهل بلژیک است.